# Manu Douette
Manu Douette, né le 28 juin 1977, est un homme politique belge, membre du Mouvement réformateur (MR).

## Biographie
Manu Douette nait le 28 juin 1977. 
Lors des élections régionales de 2019, Manu Douette est élu député au parlement au Parlement wallon. Il n'est pas réélu en 2024